# Хусейн Ваиз Кашифи
Мавлана́ Камалуддин Хусейн ибн Али аль-Кашифи (ок. 1436/37—1503/04/05) — персидский поэт, автор обработки «Калилы и Димны», которую он назвал «Анвари Сухейли» («Созвездие Канопуса»). Его обработка отличается чрезвычайно усложненным, изощренным стилем. Автор книги «Асрар-и Касими» («Секрет Касими»), в которой произведена классификация магических[чего?] по разделам и видам. 

## Биография
Его полное имя: Камалуддин Хусейн ибн Али аль-Ваиз аль-Кашифи аль-Байхаки аль-Сабзари.
Сын Хусейна, Фахраддин Али Сафи ибн Хусейн аль-Ваиз аль-Кашифи (1463—1533/32/31), был автором сборника жизнеописаний суфийских шейхов «Рашахат-и ‘айн аль-хайят» («Капли из источника вечной жизни»).

## Переводы
- См. Истины. Изречения персидского и таджикского народов, их поэтов и мудрецов. Перевод Наума Гребнева. Примечания Н.Османова. «Наука», М., 1968; Спб.: Азбука-классика, 2005. 256 с. ISBN 5-352-01412-6